# منتخب كندا لكرة اليد
منتخب كندا لكرة اليد، هو الممثل الرسمي لدولة كندا في رياضة كرة اليد. وهو يقع تحت إمرة اتحاد كرة اليد الكندي. وهو ينقسم إلى فريق للرجال وفريق للنساء
شارك الفريق في بطولة العالم لكرة اليد للرجال 2005.